# Ficus serraria
Ficus serraria är en mullbärsväxtart som beskrevs av Friedrich Anton Wilhelm Miquel. Ficus serraria ingår i släktet fikonsläktet, och familjen mullbärsväxter. Inga underarter finns listade i Catalogue of Life.